# 視連
視連（350年—390年），為4－6世紀建立之吐谷渾第五任統治者，他為碎奚兒子，承襲碎奚擔任首領，在位期間為372年-390年。
376年，碎奚忧死，視連继立。他廉慎有志性，为悼念其父，不饮酒打猎七年，军国大事交给将佐。当时西秦强盛，390年他向西秦进贡，金城王乞伏归封他为沙州（治今青海省贵德县西南穆格塘）牧、白兰王。其子視羆、乌纥提。
| 前任： 碎奚 | 吐谷渾首領 在位期間372年-390年 | 繼任： 視羆 |